# Ле Бенедете (Бреша)
Ле Бенедете је насеље у Италији у округу Бреша, региону Ломбардија.
Према процени из 2011. у насељу је живело 15 становника. Насеље се налази на надморској висини од 116 м.